# آنتی پوهیا
آنتی پوهیا (فنلاندی: Antti Pohja؛ زادهٔ ۱۱ ژانویهٔ ۱۹۷۷) بازیکن فوتبال اهل فنلاند بود.
از باشگاه‌هایی که در آن بازی کرده‌است می‌توان به باشگاه فوتبال هلسینکی، باشگاه فوتبال هامارابی، باشگاه فوتبال فادوتس، باشگاه فوتبال میپا، باشگاه فوتبال واسان پالوسئورا، باشگاه فوتبال تامپره یونایتد، و باشگاه فوتبال کوسیسی اشاره کرد.
وی همچنین در تیم ملی فوتبال فنلاند بازی کرده‌است.